# François-Joseph Delemer
Pour les articles homonymes, voir Delemer.
François-Joseph Delemer, né à Lille le 12 juin 1860 et mort à Plaisir le 25 juillet 1942, est un architecte français travaillant à Lille.

## Biographie
François-Joseph Delemer fut élève de Louis-Jules André à l'école des Beaux-Arts de Paris, promotion 1882, première classe en 1885.
Il s’installe comme architecte à Lille rue Jean-sans-Peur. Sa première œuvre importante fut l'église Saint-Sauveur de Lille. Il est également le concepteur de la bibliothèque universitaire François-Goguel, construite par Alfred Mongy.
Vers 1890, il est nommé professeur d'architecture à l'école des beaux-arts de Lille. René Thoorès (1884-1914, mort pour la France), Ernest Willoqueaux, Edmond Pilette et Paul Dubois furent ses élèves.

## Réalisations notables

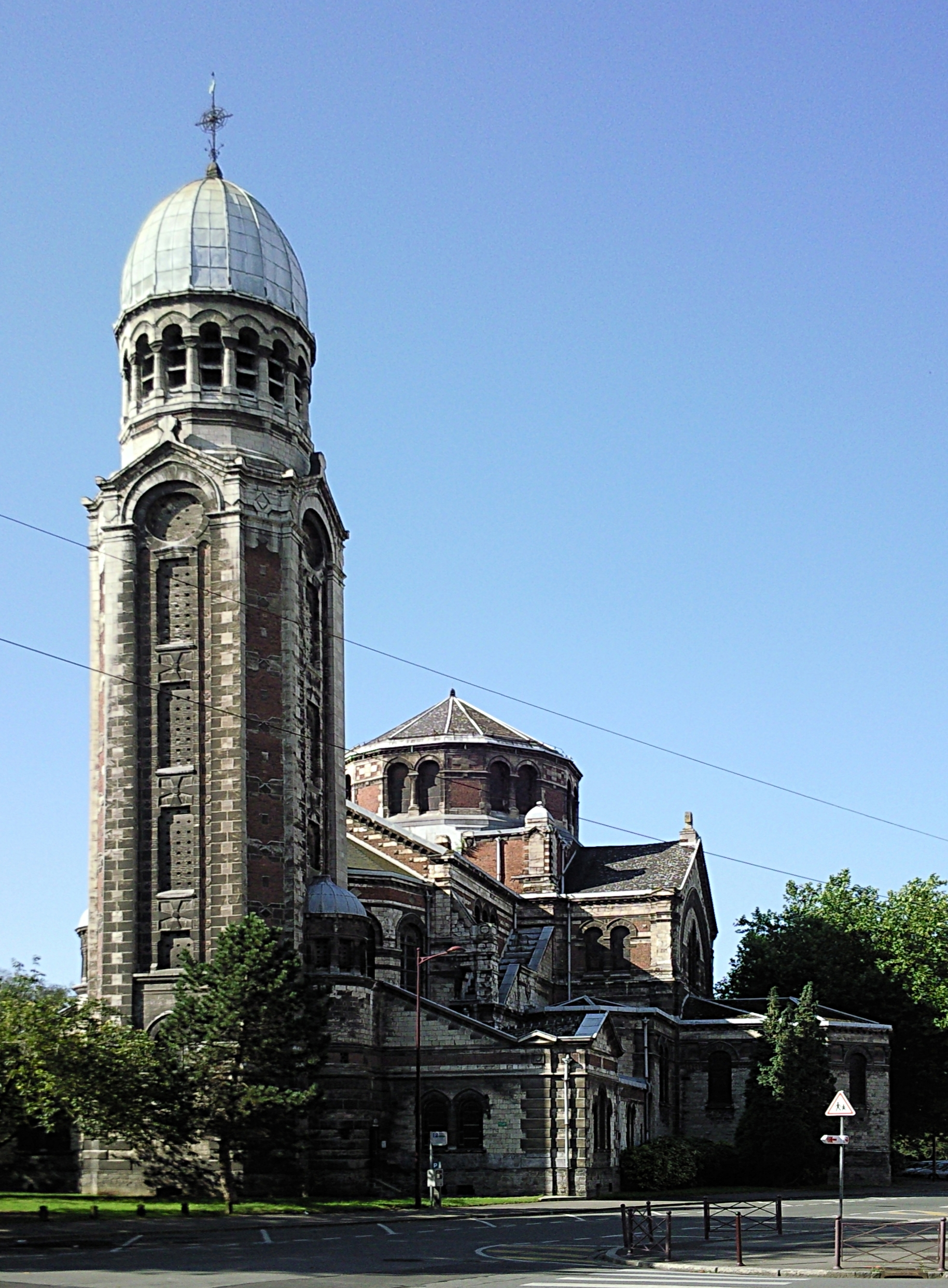
Église Saint Sauveur à Lille

- 1896-1902 : église Saint-Sauveur[2], rue Saint-Sauveur (Lille)
- 1907 : bibliothèque François-Goguel, 1 place Georges-Lyon à Lille[3]
- 1924 : hospice municipal, Hazebrouck[4]
- 1938 : immeuble HBM Verhaeren, avenue Verhaeren à Lille[5]